# Stereomastis nana
Stereomastis nana is een tienpotigensoort uit de familie van de Polychelidae. De wetenschappelijke naam van de soort is voor het eerst geldig gepubliceerd in 1884 door Smith.